# Brachiaria coronifera
Brachiaria coronifera är en gräsart som beskrevs av Pilg.. Brachiaria coronifera ingår i släktet Brachiaria och familjen gräs.
Artens utbredningsområde är Tanzania. Inga underarter finns listade i Catalogue of Life.